# Joseph Fessio
Joseph Fessio, né le 10 janvier 1941, est un prêtre catholique, jésuite et théologien américain. Il est connu pour avoir cofondé l'université Ave Maria et pour être très proche de Benoît XVI.

## Jeunesse
Il fit ses études au collège préparatoire Bellarmin de San Jose et fit son noviciat en 1961. Il étudia auparavant le génie à l'université de Santa Clara et obtient des diplômes en philosophie à l'université Gonzague de Spokane. Il compléta aussi des études de maîtrise en théologie à Lyon en France.
En 1975, il obtient son doctorat en théologie à l'université de Ratisbonne sur la pensée ecclésiologique de Hans Urs von Balthasar, avec Joseph Ratzinger comme directeur de thèse. Il enseigna par la suite la philosophie, la théologie spirituelle et la théologie systématique dans l'État de Washington et en Californie.
Il fonda l'Institut Saint-Ignace en 1976 et créa les éditions Ignatius Press (en) en 1978. En 1987, il fut conseiller pour un synode romain où il critiqua les servantes d'autel. En 1995, il créa la société Adoremus pour le renouveau de la liturgie sacrée. En 1998, il fonda le réseau radiophonique catholique.
En 2002, il fut nommé provost de l'université Ave Maria, poste qu'il quitta en 2007. En 2005 et 2006, il collabora à une série de livres et articles destinés à préciser la pensée du nouveau pape. Pour cela, il collabora avec les cardinaux George Pell, Philippe Barbarin, Jean-Marie Lustiger, Marc Ouellet, Jorge Medina Estévez et Christoph Schoenborn. Il demeure théologien en résidence pour le compte de l'université Ave Maria.